# Супер вуйки
Супер Вуйки (Вуйки) — львівський рок-гурт. Одні з основоположників україномовного хардроку. У Львові окремі рок-композиції виконували вокально-інструментальні ансамблі ще з кінця 1960-х років. Перша рок-група в історії української музики «Супер Вуйки» була заснована у 1975 році. Були популярними в середовищі хіппі.

## Учасники
В різні періоди учасниками групи були: 
- Ілько Лемко (Семенов) (нар. 9 липня 1951) — соло-гітара, тексти, композиції (1975—1981, 2011—2017);
- Сергій «Святий» Мардаков (нар. 9 червня 1951) — ритм-гітара, вокал;
- Дмитро «Казік» Кузовкін (23 червня 1952 — 12 грудня 2022) — бас-гітара (у 1975–1978);
- Хуан-Карлос Коцюмбас («Карло», «Кацамоня») (26 листопада 1955 — 13 червня 1984) — вокал, барабани;
- Іван «Рожок» Рижок (17 лютого 1957 — 25 червня 2012) — сопілка, гобой, саксофон (епізодично у 1975–1981);
- Володимир «Джубокс» Михалик (нар. 27 грудня 1959) — бас-гітара (у 1978–1979, епізодично у 1980; у 2011—2017);
- Михайло «Джеґер» Саврук (12 грудня 1960 — 5 листопада 1996) — бас-гітара (у 1979–1981);
- Вадим «Краптик» Глущенко (нар. 21 травня 1963) — клавішні (у 1979, 2011—2012);
- Володимир «Річі» Нестерук (нар. 1963) — клавішні (у 1979–1981);
- В'ячеслав «Назарет» Сінчук (нар. 6 січня 1964) — вокал (у 1981, 2011—2017);
- Володимир «Шнурок» Хомин (1958–1999) — барабани (епізодично у 1980–1981);
- В'ячеслав Василенко (нар. 1955) — барабани (2011—2017);
- Сергій «Зеля» Зеленський (нар. 19 грудня 1953) — клавішні (епізодично у 2015);
- Михайло «Skyborn» Кравець (нар. 1986) — гітара (у 2015—2017).

## Перший склад
Гурт створено навесні 1975 року у Львові. Ідея визріла влітку 1974 року, коли до Лемка, Святого і Казіка приєднався барабанщик Хуан-Карлос Коцюмбас — аргентинський репатріант, з неабиякими вокальними даними. Група локалізувалася у Святому Саду. Музичним керівником був Лемко, тоді студент Львівського університету, адміністратором — Святий, звукооператором Юрій «Піночет» Родіонов (н. 1951), помічником Марек «Каптар» Адамовський (1956–2006). Перша «вуйківська» апаратура (підсилювачі, динаміки, ревербератор) була «самопальною». Ніхто з основного складу, крім Рожка, професійно музикою не займався. Тим не менше, Лемко постановив з дилетантів створити рок-групу: щоденні репетиції — три години на соло-гітарі, три години на фортеп'яні і три години разом. На початках музиканти виконували виключно музику західних груп Focus, Nazareth, Rainbow, Led Zeppelin, Deep Purple та інших у стилі хардрок, артрок.
Перший виступ відбувся у травні 1975 року у клубі в Лисиничах, що у передмісті Львова. Після того виступу група відразу стала відомою у Львові. Від 1976 року вони виступали в клубі на Сихові.
Всесоюзну популярність Вуйки здобули на хіп-сейшні у Святому Саду. Ідея з'явилася під час розмови між Лемком, Святим і  Аліком Олісевичем. Сейшн відбувся 10 червня 1976, як стверджує Алік Олісевич. Ілько Лемко в книзі «Сни у Святому Саду» (2010) згадує, що це було 29 серпня, проте Алік, здається, має рацію, оскільки після того піпл їздив до Естонії на рок-фест у Вільянді. На другий сейшн, що також відбувся у Святому Саду влітку 1977, прибуло близько сотні хіппі зі всього СРСР. Третій сейшн був запланований на 18 вересня 1977 року — день пам'яті Джимі Хендрикса. Проте через репресії, які застосувала проти хіппі влада — у зв'язку з тим, що подія наклалася на офіційне святкування Возз'єднання Західної України з СРСР — сейшн було зірвано.

## Другий склад
Скоро у середовищі музикантів виникла перша криза. У березні 1978 року з групи пішов Казік через незгоду з репертуарною політикою. Новим басистом стає Джубокс — студент-першокурсник Львівського медичного інституту.
Скоро після того група змушена була припинити виступи у сихівському клубі. Відтоді Вуйки переважно виступають на шкільних вечорах та весіллях. Дирекція шкіл намагається не допустити їх до сцени, тому в хід ідуть «партизанські» методи з перевдяганням, введенням в оману стосовно назви та репертуару. У відповідь їм вимикають електрику, викликають міліцію. Певний час «Супер Вуйкам» дозволяли використовувати як репетиційну базу клуб склозаводу, розташований у приміщенні колишнього костелу на вулиці Шевченка. Незважаючи на обструкцію з боку офіційних органів, музикантів супроводжував успіх.

## Третій склад
Навесні 1979 року часті міліційні облави у Святому Саду змусили Вуйків на певний час виїхати зі Львова. Святий запропонував поїхати на три місяці до Гурзуфа, де в минулі роки виступала Машина Времени. 24 травня музиканти вирушили до Криму. У зв'язку з початком екзаменаційної сесії не зміг поїхати Джубокс і замість нього взяли нового басиста Михайла «Джеґера» Саврука. Виступи в Гурзуфі проходили успішно, у дирекції міського танцмайданчика не було ніяких претензій. Щоб послухати Вуйків, до Гурзуфа в кінці липня почали масово з'їжджатися хіппі зі всього Союзу. Проте у той же час генсек Леонід Брежнєв збирався відвідати піонерський табір Артек і працівники «органів» наказали очистити навколишню територію від «ідейно ворожих елементів». 8 серпня музикантів відпровадили на поїзд до Львова.
Після повернення до Львова гурт почав виступати в клубі «Енерго» біля Стрийського парку. До його складу було введено клавішника, спочатку на цю роль запросили Вадима Глущенка (Краптика). Адміністратором групи став Леонід Гуревич на псевдо Пелікан (нар. 1954). 20 жовтня 1979 року «Супер Вуйки» вперше виступили в «Енерго». Відтепер все частіше звучать пісні з їхнього власного репертуару. Це неодмінно викликало шалений ефект. Проте під час чергового виступу в залі зчинилася бійка, у результаті чого адміністрація клубу відмовилася від співробітництва.
Визнання групи досягло максимальної величини, спостерігалися випадки істеричного захоплення публіки. Циклічний розвиток подій за сценарієм: ажіотаж — переповнений зал — провокація — відмова адміністрації від подальшої співпраці, повторювався майже в усіх відомих молодіжних клубах, як-от в «Ляпі», «Газі», «Енерго» тощо.— Юрій Перетятко «Історія львівського рок-н-роллу» (1992)
Нарешті Пеліканові вдалося домовитися про виступи «Вуйків» в «Ляпі», що у районі Привокзальної. Клавішником стає Володимир «Річі» Нестерук, в середовищі гурту починають кар'єру барабанщик Володимир Хомин (Шнурок) і вокаліст Слава Назарет. Україномовні тексти в хард-роковому супроводі і виконанні фронтмена Карлоса Кацамоні «Башкір-рок», «Ось такий я чувак», «Гарячий шок» стають хітами. Для гурту настав зоряний час.
Танці в «Ляпі» йшли «на ура». Саме тут, окрім феноменальних і недосяжних для тодішнього СРСР вокальних здібностей Карла, вповні проявився його хист коміка. Співаючи хіт Рода Стюарта «Da Ya Think I'm Sexy», він сідав на сцену, звішував ноги і грав соло на саксофоні, хоча раніше ніколи на ньому не грав. У цій комічній ролі Карло перевершив самого себе…. — Ілько Лемко «Сни у Святому Саду» (2010)
Музична кар'єра гурту обірвалася 12 листопада 1981 року після виступу в школі № 60. Через шалений ажіотаж, що здійнявся після виконання другої пісні «Ось такий я чувак», дирекція вирішила припинити виступ і викликала міліцію. «Супер Вуйки» зіграли «Гарячий шок», ще не знаючи, що грають останню пісню у своїй музичній кар'єрі:

В осінній теплий вечір ми сидимо в Саді, І поки Сад існує, ми будем молоді, І поки в нас гітара, нам не страшний розкол, Бо нас єднає вічний рок'н'ролл.
— з книги Ілько Лемко «Львів понад усе» (2003)
Міліція затримала музикантів і конфіскувала апаратуру. Це викликало стихійну молодіжну демонстрацію.
Обурені школярі вийшли зі школи. Стихійні колони почали рухатися в напрямку центру міста — 200–300 підлітків і молоді пройшли вулицею Патона і повернули на вулицю Терешкової. Дорогою хлопці спиняли тролейбуси, знімали з них штанги, перевернули якийсь кіоск. /…/ В юрбі вигукували гасла: «Нам світла не треба, нам „Вуйки“ засвітять!», «Нам хліба не треба — ми „Вуйками“ ситі!» і «Срав пес на Капеерес!». Це була кульмінація і пік народної любові до «Вуйків. — Джубокс «Вуйки» більше не засвітять...» (Хіппі у Львові, 2011)
Внаслідок «пресингу» з боку міліції і КДБ музична кар'єра гурту була припинена.

## Пауза
Невдовзі після того були ув'язнені Джеґер і Шнурок, від передозування наркотиками помер Карло. Зі смертю вокаліста, барабанщика і фронтмена в одній особі група втратила шанси потенційного відновлення музичної кар'єри. У 1985 році Назарет опинився у Москві, а в 1987 році переїхав до Києва Річі. У 1996 від зловживання наркотиками помер Джеґер. Після загибелі Шнурка (1999) і еміґрації Святого до США (2000) група втратила всіх вокалістів і барабанщиків.
Після 1985 року Назарет був вокалістом московської рок-групи «Галактика» (у 1994–1996 роках вони виступали в Нью-Йорку під назвою «Red Rage») і одночасно львівської «Повторний Карантин» (1986–1988). Лемко і Джубокс певний час працювали ді-джеями на Радіо Люкс ведучими популярної музичної радіопрограми «Gugi Mugi». Джубокс підготував до видання «Рок-Енциклопедію» (видання було заплановане на 1993 рік, але, на жаль, не реалізоване через поліграфічні проблеми), а Лемко став відомий після виходу культової книги «Львів понад усе» (2003).

## Реюніон
Рішення про відновлення музичної кар'єри з'явилося безпосередньо після виходу в світ альманаху Хіппі у Львові: на презентації 11 жовтня 2011 року про це оголосив Лемко. Окрім Лемка (соло-гітара) і Джубокса (бас-гітара), до складу відновленого гурту увійшли Назарет як вокаліст і клавішник Краптик; на роль барабанщика запросили В'ячеслава Василенка, учасника груп «Галактика» (у 1985–1987) і львівської «Блюз Маркет».
Тріумфальне повернення супергрупи відбулося 4 грудня 2011 року в нічному клубі «Пікассо». На розігріві працювали львівські гурти Misty Gates і Beatlevs та співачка Marisen. На роль ведучого був запрошений  Лесик Дацюк, котрий починав музичну кар'єру у Святому Саду. Супер Вуйки виконали кілька старих англомовних хітів і дві пісні з власного репертуару — «Червона конюшина» і «Гарячий шок».
Другим був півторагодинний сольний концерт під назвою «Я люблю Львів» 15 травня 2012 року також у «Пікассо». «Вуйки» виконали чотири україномовні пісні, дві з них — «Я люблю Львів» і «Крутий» були написані цього року. Перша з них (музика  Лемка, слова — Джубокса) в студійному записі вийшла в ефір радіо «Львівська хвиля» 19 червня 2012 року.
Влітку 2013 року за оцінками інтернет-видання «Новий Погляд» Супер Вуйкам відвели 5 місце в рейтингу «Топ-10 рок-груп в історії Львова».
13 листопада 2014 року вийшов дебютний альбом «Супер Вуйки зі Святого Саду», записаний на студії Muzrecords. До нього увійшло 12 композицій авторства Лемка, Джубокса, Краптика, Marisen, у тому числі інструментальна композиція «Боже, великий, єдиний» Миколи Лисенка. З цим альбомом гурт, за висловом Лемка, встановив своєрідний рекорд, випустивши дебютник через 40 років після початку музичної кар'єри. Презентація альбому відбулася 21 лютого 2015 року вже традиційно у нічному клубі «Пікассо». У складі групи виступив гітарист Михайло Кравець — керівник Muzrecords, на клавішних Краптика замінив Сергій Зеленський. Ведучим знову був Олександр «Лесик» Дацюк. Концерт був присвячений Героям Майдану і Бійцям АТО. На жаль, альбом пройшов майже непоміченим у музичних середовищах, зазнавши подекуди незаслуженої критики.
Після цього настала чергова пауза, пов'язана з творчими пошуками. Лемко і Джубокс зосередились над експериментуванням з артроком, класичними жанрами. Однак у травні 2017 року Джубокс з об'єктивних причин припинив музичну кар'єру. Із цим історію «Супер Вуйків» на сьогодні можна вважати закінченою.